# Liara baviensis
Liara baviensis är en insektsart som beskrevs av Andrej Vasiljevitj Gorochov 1994. Liara baviensis ingår i släktet Liara och familjen vårtbitare. Inga underarter finns listade i Catalogue of Life.